# Spionen (film, 1928)
Spione (svensk premiärtitel Spionen), tysk stumfilm och spionthriller, som hade premiär på Ufa-Palast am Zoo i Berlin den 28 mars 1928. Regisserad av Fritz Lang, efter en roman och manus av Thea von Harbou. För kamera stod Fritz Arno Wagner och art directors var Otto Hunte och Karl Vollbrecht.

## Handling
I en namnlös stad driver en internationell spionring sin verksamhet. Dess diaboliske ledare Haghi, spelad av Rudolf Klein-Rogge, styr staden med järnhand genom mord, utpressning, avlyssning och teknologisk kontroll. Haghi är inte bara ledare för en spionring utan även direktör för en bank och clown på en kabaré. Exakt vad Haghi och spionringen är ute efter beskrivs aldrig i filmen utan det är bara makten i sig att besitta kunskapen och informationen om allt och alla som är målet. Filmens hjälte, spelad av Willy Fritsch, arbetar för underrättelsetjänsten och kallas bara för "No. 326" och ska oskadliggöra Haghi, men hamnar i ett kärleksdrama med den ryskättade Sonja, spelad av Gerda Maurus, som är en av Haghis spioner.

## Om filmen
Spione anses vara Langs sexigaste film och den kan fungera som en mall för exempelvis Ian Flemmings Bondfilmer. Spione var den första filmen som gjordes av Langs eget produktionsbolag Fritz Lang-film GmbH för bolaget Universum-Film AG (Ufa). Spione blev oerhört populär i Tyskland och exporterades till USA för att släppas av MGM i en rejält förkortad och omklippt version. Hela femtio minuter togs bort och "No. 326" döptes om till Donald Tremaine.

## Rollista (i urval)
- Rudolf Klein-Rogge - Haghi
- Willy Fritsch - "No. 326"
- Gerda Maurus - Sonja Baranilkowa
- Lupu Pick - Dr Masimoto
- Lien Deyers - Kitty
- Louis Ralph - Hans Morrier
- Craighall Sherry - Burton Jason
- Hertha von Walther - Lady Leslane
- Fritz Rasp - Överste Jellusic